# George Dandin
George Dandin, Originaltitel: George Dandin ou le Mari confondu (französisch George Dandin oder der beschämte/betrogene Ehemann) ist eine Ballettkomödie in drei Akten des französischen Dichters Molière, mit Musik von Jean-Baptiste Lully. Die Uraufführung erfolgte am 18. Juli 1668 bei einem Fest im Schloss Versailles vor König Ludwig XIV. zur Ehre seiner neuen maîtresse en titre, Madame de Montespan, und zur Unehre ihres immer noch rechtmäßigen Gatten. Die öffentliche Erstaufführung war am 9. November desselben Jahres im Palais Royal in Paris. Das Stück spielt vor dem Haus von George Dandin, auf dem Lande.

## Personen und Handlung
George Dandin ist ein reicher Bauer. Er hat Herrn und Frau de Sotenville, einem verarmten Paar aus provinziellem Kleinadel, sein Vermögen abgetreten, ihre Tochter Angélique geheiratet und sich einen Adelstitel erworben, er nennt sich nun „Monsieur de la Dandinière“. Die Hochzeit erfolgte jedoch gegen den Willen von Angélique; sie fühlt sich ihrem Mann auf keine Weise verpflichtet und ist gerne bereit, sich vom Höfling Clitandre verführen zu lassen. George Dandin versucht darauf zu reagieren, aber seine aristokratischen Schwiegereltern lassen sich von seinen Vorhaltungen nicht beeindrucken und machen sich einen Spaß daraus, den standesmäßig unterlegenen Schwiegersohn wiederholt zu demütigen. Angélique wird von ihrer Dienerin Claudine unterstützt. Der Bauer Lubin ist Verehrer von Claudine und amtiert als Kuppler von Clitandre.
Obwohl das Stück im Original als „Komödie“ angekündigt ist, gibt es kein Happy End. George Dandin wird pausenlos sowohl von den Vertretern des Adels als auch von der Dienerschaft hinters Licht geführt, wobei seine Frau, ihr Liebhaber und ihre Dienerin ein sadistisches Verhalten an den Tag legen.
George Dandin, von Einsamkeit gekennzeichnet und einem tragischen Schicksal ausgeliefert, spricht in seinem abschließenden Monolog von Selbstmord: „Wenn man, wie ich, eine böse Frau geheiratet hat, ist das Beste was man tun kann, sich ins Wasser zu stürzen, kopfvoran.“

## Komödie, Ballettkomödie oder Komödie überhaupt
Interpreten betrachten George Dandin mitunter als „eines von Molières bittersten Stücken“. Jean-Jacques Rousseau beklagte 1758 im Brief an d’Alembert den Applaus für die Untreue einer Frau. Man kann das Stück durchaus für unmoralisch halten, eine Komödie von der realistischen Gattung, wo selbst das Komische einen bitteren Beigeschmack behält. Zunächst stellt sich jedoch nicht die Frage, ob das Stück überhaupt eine Komödie ist, sondern ob es in die Kategorie der Ballettkomödie gehört. Die Ansichten von Literaturkritikern und Musikologen gehen hierin gelegentlich auseinander. 1931 fand Henry Prunières es unmöglich, George Dandin als Ballettkomödie zu betrachten. Man brauche guten Willen, um irgendeinen Zusammenhang zwischen den Missgeschicken des reich gewordenen Bauern und den Liedern von Schäfern und Satyrn, die die Liebe und Bacchus feiern, zu erkennen. Ebenfalls 1931 war umgekehrt für Friedrich Böttger die Schäferdichtung schon deshalb wichtig, weil es Molière darauf angekommen sei, „das Idealistische und Realistische so grell wie möglich zu beleuchten“. Die Komödie nehme „gegenüber der Pastorale absolut die Stellung von Intermezzi ein“. Eine „wirkliche innere Einheit“ sei der künstlerischen Idee entwachsen, mit der beide Werke konzipiert wurden, und Molière habe „als erster der Pastoralform den ihr gebührenden Platz unter den Bühnenwerken angewiesen“. Schon 1668 war der Redakteur der Gazette in Verlegenheit geraten und beschrieb das Stück als eine Komödie, in die sich zwischen die Akte eine Musik- und Ballettkomödie mischt. Tatsächlich läuft beides auf den ersten Blick derart unverwoben nebeneinander, dass Moliere bei der Wiederaufnahme im Palais-Royal sich problemlos des vollständig gesungenen und getanzten Teils entledigen konnte, wie interessant und stellenweise perfekt schön Lullys Musik auch sein mochte. Doch ist die Komödie George Dandin so nichts weiter als eine Halbheit und darum mögen viele Leute sie nicht, ohne zu wissen weshalb. Ist das Schäferspiel hingegen dabei, entsteht ein Kontrast, der den Blickwinkel ändert und Angélique nicht unmoralisch dastehen lässt.

## Die Version der Uraufführung
Bei der Uraufführung spielte Molière selbst die Titelrolle. Die Handlung war folgende:

### Ouverture
Vier Schäfer tanzen ein Menuett, mal begleitet vom großen, fünfstimmigen Orchester, mal von vier Blockflöte spielenden Schäfern. Im Lied L'autre jour (Neulich) erzählen sich zwei Schäferinnen das Ergehen einer ihrer Gesellinen, die von der Liebe sich hatte vereinnahmen lassen. Laissez nous en repos (Lasst uns in Ruhe) ist ihre gesungene Antwort auf das Liebeswerben zweier angekommener Schäfer – „du hast es mir tausend Mal gesagt“, bekommt einer zu hören, bevor sie von den Schäferinnen stehengelassen werden. In Liebesleid bleiben die beiden zurück und beschließen, gleichermaßen ihren Sorgen und ihrem Leben ein Ende zu setzen.

### Akt I
George Dandin erfährt von dem ungeschickten, geschwätzigen Lubin, Diener des aristokratischen Clitandre, dass jener seiner ebenso aristokratischen Ehefrau Angélique den Hof macht und gerät in Wut. Selbst zwar eher verarmter Landadel, lassen die herbeigerufenen Schwiegereltern den Bauern Dandin einmal mehr spüren, dass er ihnen eigentlich nicht gut genug ist – Angélique und Clitandre leugnen und George kommt nicht um eine demütigende Entschuldigung herum.

### Erstes Intermedium
Der Bauer wird in seiner folgenden Zornesrede von einer Schäferin unterbrochen, die ihm von der Verzweiflung der beiden Schäfer berichten will. Wütend geht er fort und macht Platz für Cloris, die erfahren hat, dass ihr Schäfer tatsächlich ins Wasser gegangen ist. Selbst nun verzweifelt, beklagt sie den Tod ihres Verehrers mit einem betrübten Lamento, Ah! mortelles douleurs (Ach! tödliches Leid).

### Akt II
Wieder ist es Lubins Tölpelhaftigkeit, deretwegen George Dandin von einem Besuch Clitandres bei Angélique erfährt. Er alarmiert die Schwiegereltern und hofft, mit ihnen zusammen seine Frau in flagranti zu erwischen. Die aber täuscht eine Gegenwehr vor, schnappt sich einen Stock, mit dem sie einschlägt auf ihren Galan, der sich in Deckung bringt hinter George Dandin, der wiederum alle Schläge abbekommt – und sich noch für die Tugendhaftigkeit seiner Frau bedanken soll.

### Zweites Intermedium
Die gleiche Schäferin versäumt es nicht, ihn nochmals in seinem Leid anzusprechen. Sie erzählt ihm, dass Tircis und Philene überhaupt nicht tot sind und zeigt ihm sechs Bootsleute, die die beiden gerettet haben. Sie freuen sich über die dafür erhaltene Belohnung und tanzen mit ihren Bootshaken. Aber George Dandin will ihnen keinen Moment lang seine Aufmerksamkeit schenken.

### Akt III
Angélique und Clitandre treffen sich in dunkler Nacht im Garten. Letztmals schickt George Dandin seine Diener zu den Schwiegereltern und sperrt seine Frau aus. Ob der drohenden Schande verkündigt jene ihm, sich umbringen zu wollen und verschwindet in der Dunkelheit. Ihm bleib nichts anderes übrig, als nach ihr zu suchen und gerät in die Situation, nun selbst von ihr ausgesperrt zu sein – gerade als die Sotenvilles eintreffen. Sie hören von ihrer Tochter, wie der Schwiegersohn oft nachts nach Hause käme und George Dandin muss sich wieder bei ihr entschuldigen – diesmal auf den Knien. Sein Gejammer endet mit dem Gedanken, es sei besser, sich kopfüber ins Wasser zu stürzen.

### Drittes Intermedium
Da das Maß an Leid des verheirateten Bauern nun voll ist, rät ihm schließlich ein Freund, all seine Sorgen in Wein zu ertränken und geht mit ihm fort zu seiner Gruppe, als die ganze Menge der verliebten Schäfer ankommt. Letztes „Entrée“: Alle Schäferinnen und Schäfer offenbaren ihre Freude durch Tanz, bis Bacchus mit Satyrn erscheint, die Gesänge zum Lob des Weines vorbringen, was in einem Streit zwischen den Anhängern der Liebe und denen der Trunksucht endet.

## Die Bedeutung des Schäferstücks
Das dritte „intermède“ macht zwei Drittel der Pastorale aus, und die Intermedien zwischen den Akten sind so kurz, dass kaum der Handlungsfaden verloren geht. Die Musik steht für sich selbst vor und nach der Komödie. Was mit einem Sologesang begann, endete mit einem Konzert von mehr als hundert Teilnehmern. Die Première sah die besten Flötenspieler der Zeit auf der Bühne: Descoteaux, Philibert und zwei der Hotteterres. Lullys Lamento der betrübten Schäferin wurde damals als „La Cloris“ sehr bekannt. Pastorale Motive waren in dieser Zeit nicht ungewöhnlich, sie bildeten im Gegenteil in Frankreich in der ersten Hälfte des 17. Jahrhunderts den Inhalt des Großteils aller Liedtexte – und waren vor allem eine Angelegenheit des Adels. Besonders nach der Fronde verursachte der verspürte Bedeutungsverlust ein Lebensleid, aus dem sich die Flucht in eine Fantasiewelt anbot, in der man glücklich war und lieben konnte. Dieses Gebiet der Träume bildet in George Dandin gewissermaßen ein Gegengewicht zum unfreundlichen Gegenstand der Komödie, wohl nicht zufällig, denn das „Grand Divertissement royal de Versailles“ von 1668 baute wesentlich auf die Gegenüberstellung zweier Welten. Die Rolle der Verliebten, wie sie sich in L'Avare, Le Malade imaginaire und Tartuffe finden, haben in diesem Stück die Hirten inne. Nahe kommen ihnen nur Lubin und Claudine mit ihrer Erkenntnis, dass es oft die Ehemänner sind, die mit ihrem Krach aus sich machen, was sie sind. George Dandin interessiert sich nicht für die Sorgen einer Frau, hört ihr nicht zu. Der Unterschied zwischen ihm und den Schäfern: Jene wollen sich aus Liebeskummer ertränken, er aus Verdruss, Dummheit und Egoismus. Was George Dandins Leid verursacht, ist seine Unterwerfung unter die bestehenden Verhältnisse, aus denen er seinen persönlichen, kleinen Vorteil gewinnen will, während Angélique sich gegen die herrschende Ordnung auflehnt.

## Rezeption
Henri Bergson entwickelt in seinem Essay Das Lachen (Le Rire, 1914) eine Theorie des Komischen und zieht wiederholt George Dandin als Beispiel heran.